# Eisinger Höhe
Als Eisinger Höhe wird ein Teil des Naturraums Marktheidenfelder Platte in Bayern bezeichnet, in dessen Gebiet sich der namengebende Ort Eisingen befindet. Die Eisinger Höhe ist als naturräumliche Teileinheit Nr. 132.01 der Haupteinheitengruppe Mainfränkische Platten (Haupteinheit 13) eine von vier Untergliederungseinheiten der namenlosen naturräumlichen Einheit 132.0 in zweiter Nachkommastelle. Die anderen Untergliederungseinheiten der naturräumlichen Einheit 132.0 sind die Karlstadt-Birkenfelder Kalklößplatten (Nr. 132.00), die Roden-Waldzeller Rötflächen (Nr. 132.02) und das Urphar-Dertinger Hügelland (Nr. 132.03).

## Naturräumliche Zuordnung
Die Eisinger Höhe ist in folgender Weise der Haupteinheitengruppe Mainfränkische Platten hierarchisch zugeordnet:
- (zu 13 Mainfränkische Platten)
  - 132 Marktheidenfelder Platte auch (Remlingen-Urspringer Hochfläche)
    - 132.0 Naturräumliche Einheit 132.0 (ohne Namen)
      - 132.00 Karlstadt-Birkenfelder Kalklößplatten
      - 132.01 Eisinger Höhe
      - 132.02 Roden-Waldzeller Rötflächen
      - 132.03 Urphar-Dertinger Hügelland